# Syrphidepulo bicolorator
Syrphidepulo bicolorator är en stekelart som beskrevs av Diller 1982. Syrphidepulo bicolorator ingår i släktet Syrphidepulo och familjen brokparasitsteklar. Inga underarter finns listade i Catalogue of Life.